# باد ويلكينسون
باد ويلكينسون (بالإنجليزية: Bud Wilkinson)‏ هو لاعب كرة قدم أمريكية أمريكي، ولد في 23 أبريل 1916 في منيابولس في الولايات المتحدة، وتوفي في 9 فبراير 1994.

## وصلات خارجية
- باد ويلكينسون على موقع IMDb (الإنجليزية)
- باد ويلكينسون على موقع إن إن دي بي (الإنجليزية)